# Шріманта Калакшетра
Шріманта Калакшетра (англ. Srimanta Sankaradev Kalakshetra) — культурний центр в Панджабарі, м.Гувахаті, штат Ассам, Індія, названий на честь середньовічного поета-драматурга і реформатора Шріманти Санкарадева. Центр містить краєзнавчий музей, бібліотеку та фонди для збереження культурної спадщини, зали для демонстрації та виставки культурних предметів, а також дитячий парк. Калакшетра також є основним туристичним місцем в Гувахаті.
Центр Шріманта Калакшетра розпочав роботу 8 листопада 1998 року. Художня велич Ассаму та всього північно-східного регіону віддзеркалена саме тут. В межах території Калакшетра можна відвідати кафе, місця для поклоніння, торгові центри та відкриті театри.

## Структура
Калакшетрою керує спеціальна рада, яка створена відділом культури Уряду Ассаму. Її очолює директор Цивільної служби Ассаму або Індійська адміністративна кадрова служба. Калакшетра поділяється на декілька комплексів.
Центральний музей експонує предмети, що використовувалися різними етнічними групами Ассаму. У музеї також є кілька культурних об'єктів держави. У театрі просто неба можуть розміститися 2000 чоловік і проводити культурні програми у своїх приміщеннях. У цьому театрі проводяться традиційні танці та драматичні спектаклі. Калакшетра також має Містечко Художників, яке віддзеркалює суспільство Ассаму. Сахітья Бхаван — така назва бібліотеки в Калакшетрі, яка має величезну колекцію рідкісних книг і рукописів. Це сховище літератури регіону. Інша частина мистецького комплексу — Лаліт-Кала Бхаван. Він є центром для виставок та семінарів з мистецтва та культури. Паркова спадщина також є частиною величезного комплексу Калакшетра Санкарадева. У парку є канатна дорога, яка підіймається в гори. З полів Калакшетри можна спостерігати гарний краєвид на пагорби плато Шиллонг. Музей дає загальне уявлення про ассамську культуру. Музей Бхупен Назаріка є ще однією визначною пам'яткою Калакшетри.
Більшість будівель та споруд Калакшетри зберегли етнічний Ассамський дизайн. Ауторепродукція Ранг Гар (Ахомський Амфітеатр в Сібсагарі, районі Ассаму), розміщена в коридорі при вході до основного Центрального музею. Центральний музей зберігає деякі традиційні предмети, або артефакти ассамської культури. Театр просто неба, з дивовижним краєвидом туманного гірського кряжа Кхасі Хіллз, що лежить прямо перед очима, є постійним місцем для широкого спектра культурних подій, і 2000 глядачів можуть насолоджуватися шоу з місць галереї.
Містечко Художників називають головною визначною пам'яткою в Калакшетрі. Це містечко зображує сільське життя Ассаму за допомогою найживіших форм, таких як статуї та модель солом'яних хатин. Більшість міських дітей, які нині позбавлені досвіду сільського життя у зв'язку з масовою урбанізацією, можуть поглибити свої знання про своє коріння під час віртуального туру по містечку. Сахітья Бхаван являє собою архів ассамських текстів і літератури, і забезпечує гарну колекцію посилань для будь-якого вченого, хто збирає інформацію про Ассам або пов'язані Північно-Східні держави. Лаліт-Кала Бхаван пропонує виставковий простір для мистецтва і скульптур світового класу.
У Калакшетрі досить часто проходять різні семінари з драматургії, кіно та інших видів сценічного мистецтва, а також образотворчого мистецтва. На стінах Калакшетри розміщені фрески, які зображують різні військові моменти, танці Біху та інші важливі фрагменти життя Ассаму.

## Галерея

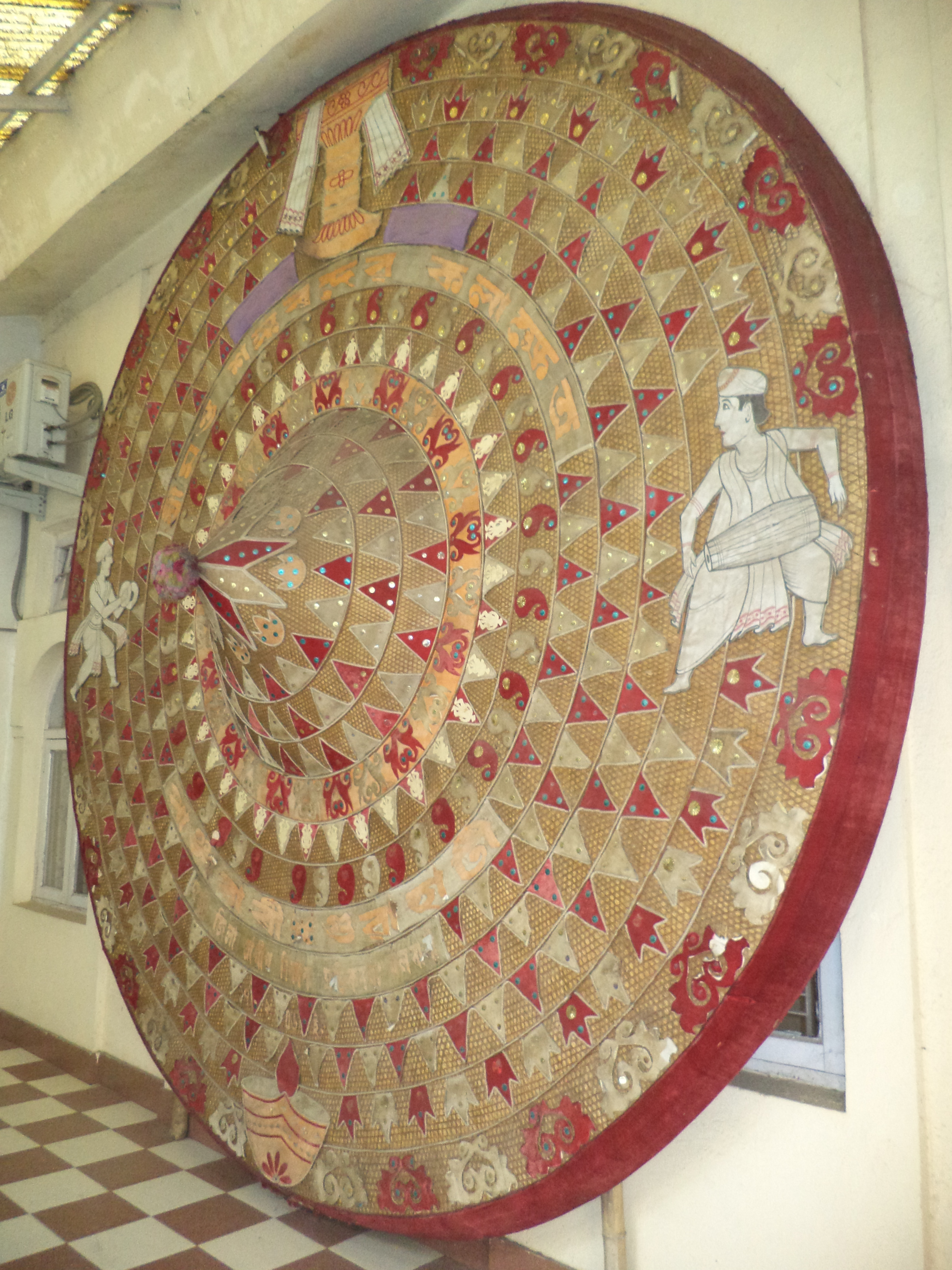
Джаппі в Калакшетрі
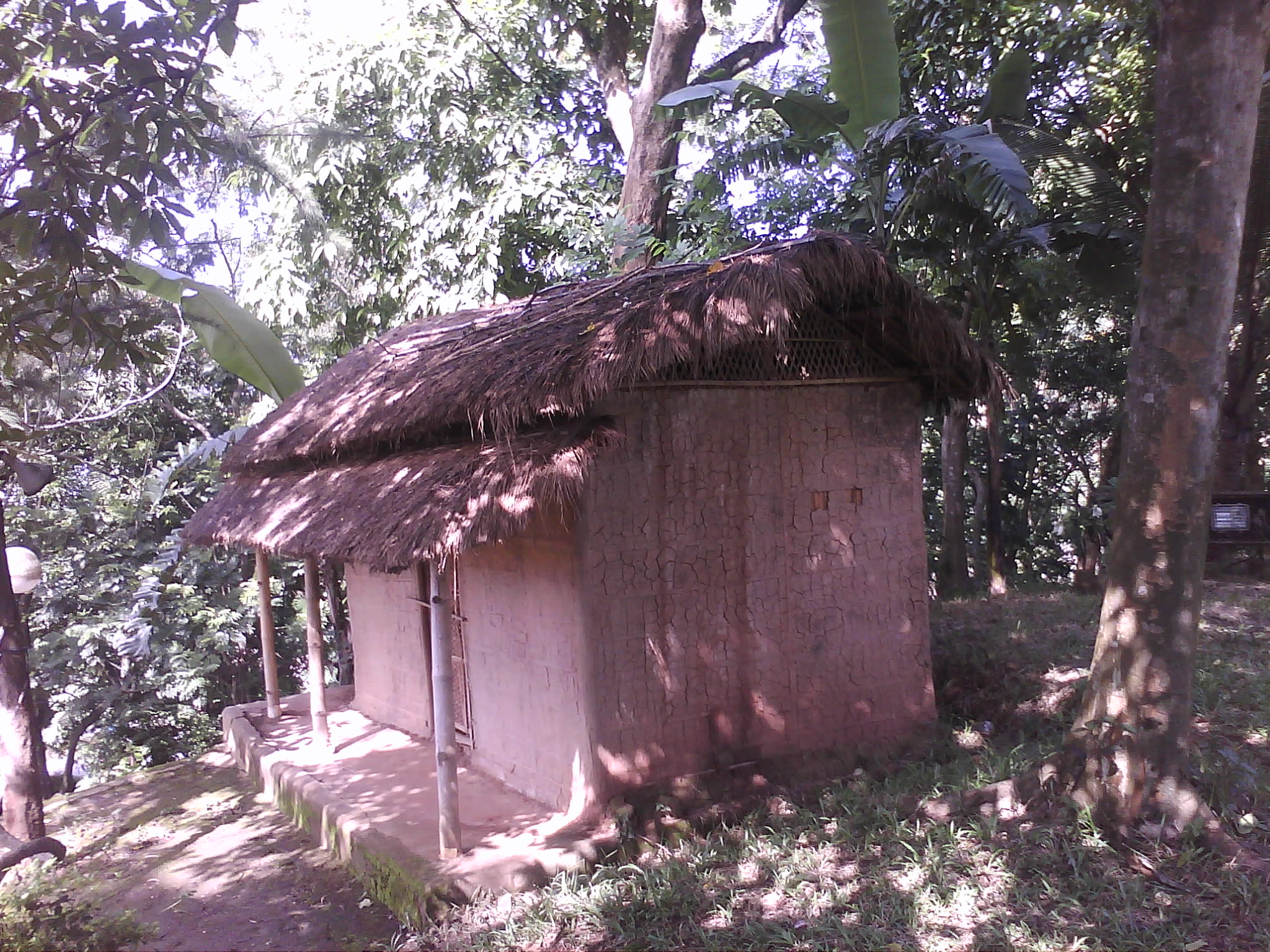
Всередині Шріманти Калакшерти
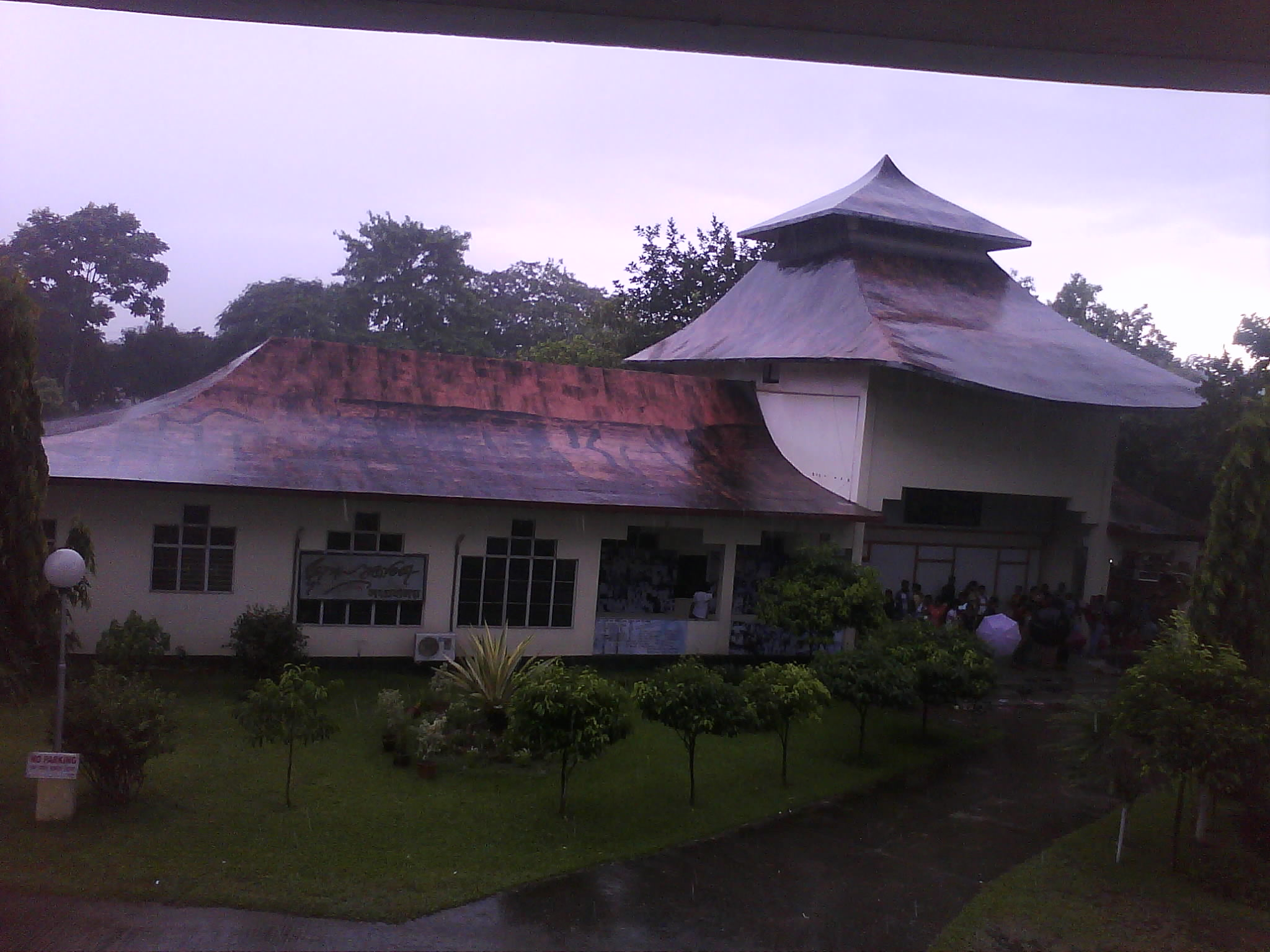
Бхупен Назаріка в Калакшетрі
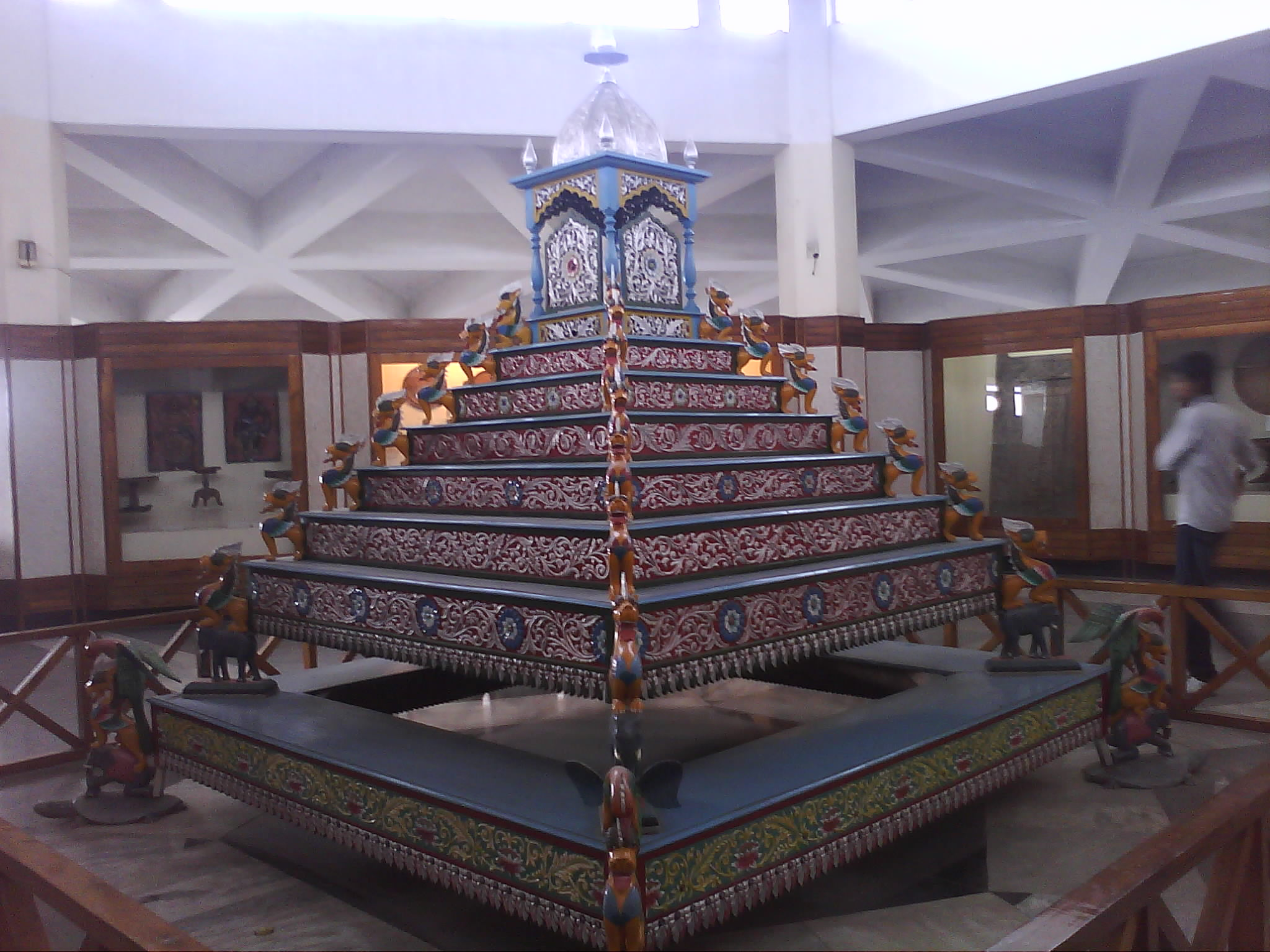
Манікут в Калакшетрі